# Spree-Neiße
Spree-Neiße là một Kreis (huyện) phía namern part of Brandenburg, Đức. Các huyện giáp ranh là (từ phía nam theo chiều kim đồng hồ) các huyện Niederschlesischer Oberlausitzkreis và Kamenz ở Saxony, các huyện Oberspreewald-Lausitz, Dahme-Spreewald và Oder-Spree. Thành phố không thuộc huyện Cottbus hoàn toàn bị huyện này bao quanh. Về phía đông là Ba Lan.

## Địa lý
Huyện này tọa lạc ở vùng Lusatia. Sông Spree chảy qua huyện, còn sông Lusatian Neisse tạo thành ranh giới phía đông, là một biên giới với Ba Lan.

## Lịch sử
Huyện được lập năm 1993 thông qua việc hợp nhất các huyện cũ Cottbus-Land, Forst, Guben và Spremberg.

## Thị xã và đô thị
| Thị xã không thuộc Amt | Ämter | |
| --- | --- | --- |
| 1. Drebkau 2. Forst 3. Guben 4. Spremberg 5. Welzow Amt-free municipalities 1. Kolkwitz 2. Neuhausen/Spree 3. Schenkendöbern | 1. Burg (Spreewald) 1. Briesen 2. Burg1 3. Dissen-Striesow 4. Guhrow 5. Schmogrow-Fehrow 6. Werben 2. Döbern-Land 1. Döbern1, 2 2. Felixsee 3. Groß Schacksdorf-Simmersdorf 4. Hornow-Wadelsdorf 5. Jämlitz-Klein Düben 6. Neiße-Malxetal 7. Tschernitz 8. Wiesengrund | 3. Peitz 1. Drachhausen 2. Drehnow 3. Heinersbrück 4. Jänschwalde 5. Peitz1, 2 6. Tauer 7. Teichland 8. Turnow-Preilack |
| 1thủ phủ của Amt; 2thị xã | | |